# Naturschutzgebiet Thierkamp
Das Naturschutzgebiet Thierkamp mit einer Flächengröße von 26,5 ha liegt östlich von Kirchlinde im Stadtgebiet von Arnsberg im Hochsauerlandkreis. Es wurde 2021 mit dem Landschaftsplan Arnsberg durch den Kreistag des Hochsauerlandkreises als Naturschutzgebiet (NSG) ausgewiesen. Von 1998 bis 2021 war das heutige NSG Teil vom Landschaftsschutzgebiet Arnsberg. Das NSG grenzt im Norden und Osten an das Naturschutzgebiet Luerwald.

## Gebietsbeschreibung
Im NSG umfasst einen Wald in der Quellregion des Bieberbaches. Der strukturreiche Wald besteht aus reinem Buchenwald, Eichen-Buchenwald, wenigen eingestreuten Nadelholzhorsten und kleinflächigen Erlengehölzen auf feucht-nassen Standorten. Das Alter der Bäume reicht bis zu Altholz. Die Krautschicht ist überwiegend mäßig bis gut entwickelt und entspricht einem Waldmeister-Buchenwald. Im östlichen Randbereich zeigt der Wald eine sehr verarmte Krautschicht, die teils ganz fehlt und zum Hainsimsen-Buchenwald tendiert. Im NSG liegen auch Teile eines naturnahen und namenlosen Nebenquellgewässers des Bieberbaches, an dem teilweise Erlen stehen. Als zusätzliche Entwicklungsmaßnahme schreibt der Landschaftsplan fest, dass vorhandene Fichten nach Nutzung der Fichten durch standortgerechte Laubgehölze zu ersetzen sind. Im Wald brütet neben anderen Arten der Rotmilan.

## Spezielle Schutzzwecke für das NSG
Laut Landschaftsplan erfolgte die Ausweisung zum:
- „Schutz, Erhaltung und Entwicklung eines strukturreichen, altersheterogenen Komplexes aus naturnahen, teilweise seltenen Buchenwaldgesellschaften mit von standortgerechten Gehölzen gesäumten Fließgewässern.“
- „Sicherung der Kohärenz und Umsetzung des Europäischen Schutzgebietssystems Natura 2000.“
- „Das NSG dient auch der nachhaltigen Sicherung von FFH-Lebensraumtypen außerhalb von FFH-Gebieten, besonders schutzwürdigen Lebensräumen nach § 30 BNatSchG und von Vorkommen seltener Tierarten.“[1]